# Кирияковка
Кирияковка (укр. Кирияківка) — село, Броварковский сельский совет, Глобинский район, Полтавская область, Украина.
Код КОАТУУ — 5320680703. Население по переписи 2001 года составляло 470 человек, по данным 2024 года составляло 239 человек.
Село указано на подробной карте Российской Империи и близлежащих заграничных владений 1816 года.

## Географическое положение
Село Кирияковка находится в 6-и км от левого берега Кременчугского водохранилища (Днепр).
На расстоянии в 1,5 км расположены сёла Марьино и Посмашновка.
Рядом проходит автомобильная дорога Н-08.

## История
- Село переименовано в 1814 году в честь помещика Кириякова. До 1814 года носило название Майдановка.
- Во время Великой Отечественной войны на его территории находился полевой госпиталь. Также село известно как место, где 26 сентября 1943 года командующий 4-й гвардейской армией генерал-майор А. И. Зыгин получил смертельное ранение. Машина командующего армией подорвалась на немецкой мине.

## Экономика
- Молочно-товарная ферма.
- ООО «РостАгро».

## Объекты социальной сферы
- Фельдшерско-акушерский пункт.

## Люди связанные с селом
- Майборода, Роман Георгиевич (1943—2018) — украинский советский певец (баритон), народный артист Украинской ССР (1989), лауреат Национальной премии Украины имени Тараса Шевченко (2002).